# Cristal Union
Cristal Union — французский сельскохозяйственный кооператив, второй крупнейший во Франции производитель сахара после Tereos. Штаб-квартира расположена в коммуне Виллет-сюр-Об (регион Гранд-Эст).

## История
Cristal Union образовался в 2000 году в результате слияния 4 сахарных кооперативов, которые базировались в городах Арси-сюр-Об, Базанкур, Корбей и Экларон. В 2005 году был куплен спиртзавод DEULEP, а в 2007 году — Distillerie Jean Goyard. Также в 2007 году был поглощён производитель сахара компания Erstein.
В 2011 году была куплена группа Vermandoise, которой принадлежало 4 сахарных и 2 спиртовых завода; стоимость сделки составила около 1 млрд евро, её полностью профинансировал банк Credit Agricole. В марте 2012 года был поглощён ещё один сахарный кооператив, Bourdon; его сахарный завод был открыт в 1836 году и был старейшим во Франции из продолжавших работать. В 2016 году был куплен итальянский дистрибьютор сахара Eridania; также были куплены доли в производителях сахара в Италии, Греции и Алжире; расширение географии деятельности было связано с упразднение квот на сахар в Евросоюзе в 2017 году. В 2019 году было закрыто 2 сахарных завода (включая Bourdon).

## Деятельность
Кооператив Cristal Union объединяет 9 тысяч фермеров, выращивающих сахарную свёклу. Кооперативу принадлежит 13 предприятий, в том числе 9 сахарных заводов, 3 спиртзавода и 1 завод по переработке стевии. Кроме сахара и этанола кооператив выпускает корма для скота из отходов производства. Сахар продаётся под брендами Daddy и Erstein во Франции, а также Eridania в Италии.
Торговлю сахаром и этанолом осуществляет дочерняя компания Cristalco. Она базируется в Париже, имеет филиалы в Испании, Италии, Германии, Греции, Швейцарии, Великобритании, Ирландии и Чехии.